# Carbutt
Carbutt ist ein englischer Familienname.

## Namensträger
- Noel Carbutt (1895–1964), englischer Cricketspieler
- Paul Carbutt (1950–2004), britischer Radrennfahrer